# Přadné rostliny

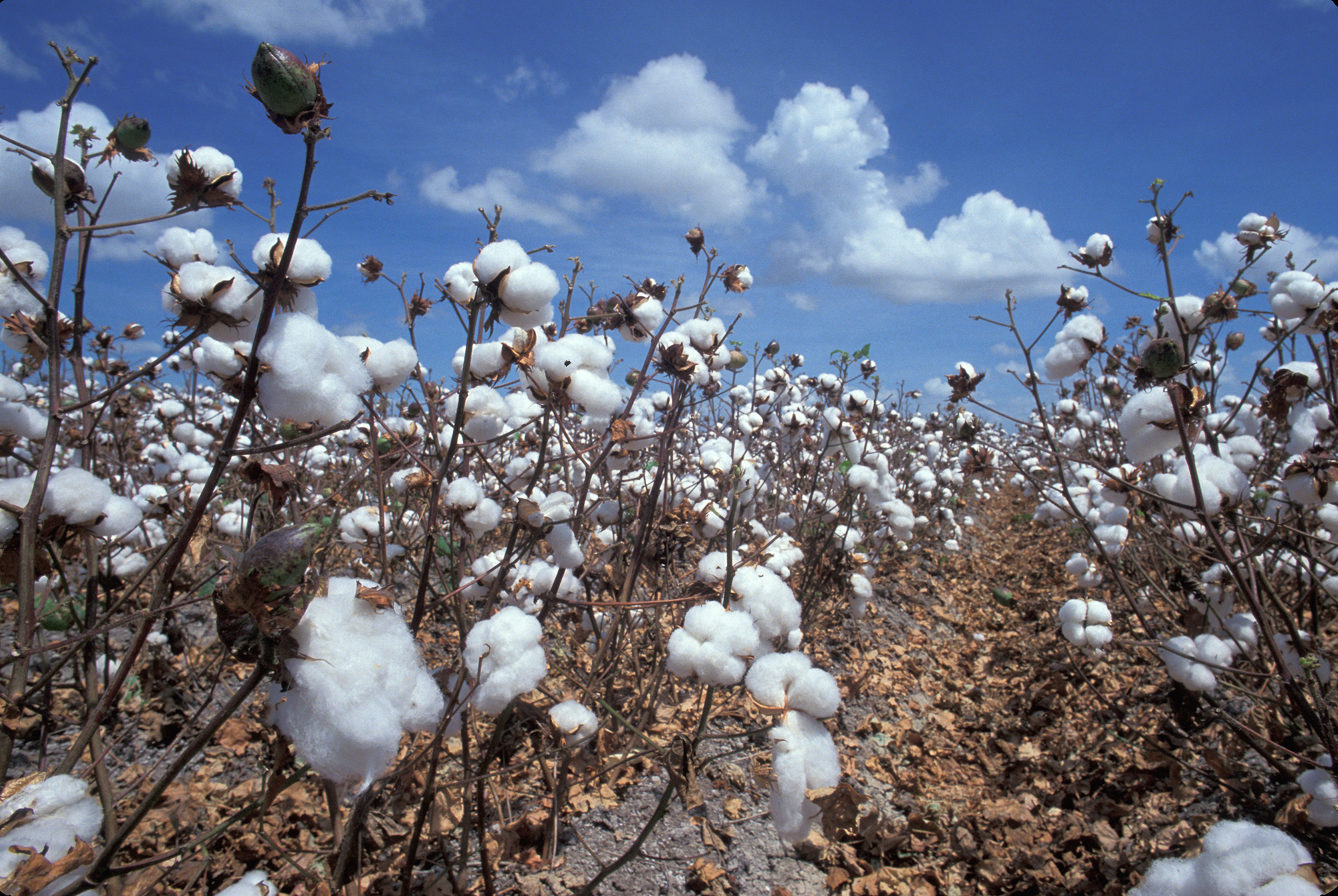
Ukázka přadné rostliny: bavlník s chmýřím

Přadné rostliny jsou plodiny pěstované za účelem získávání vlákna. Z něj se dále vyrábějí tkané či netkané textilie, filcované předměty, lana a provazy.
Mezi nejznámější patří bavlník (využívá se chmýru z plodu), z plodin pěstovaných v Česku především len, konopí a kopřiva (využívá se vláken ze stonku, konkrétně sklerenchymu), z exotických rostlin jsou to např. agáve nebo kokosová palma či juka.